# Sovetskij (Circondario autonomo degli Chanty-Mansi-Jugra)
Sovetskij (anche traslitterata come Sovetsky o Sovetski) è una cittadina della Russia siberiana occidentale, situata nel Circondario autonomo degli Chanty-Mansi; sorge a breve distanza dal corso del fiume Konda, 470 chilometri ad occidente di Chanty-Mansijsk. È il capoluogo del rajon Sovetskij.
Fondata nel 1963 durante la costruzione della ferrovia che congiungeva la città di Ivdel' al fiume Ob'; fu dichiarata città nel 1997.
La cittadina è servita da un aeroporto (Tjumenskaja).

## Società

### Evoluzione demografica
Fonte: mojgorod.ru
- 1989: 21.100
- 2002: 23.230
- 2006: 24.800